# Judge of a Life
Singles de Yui Sakakibara
Mujuryoku Aria
(2012) Seiken Nante Iranai
(2014)
Judge of a Life est le 27e single de Yui Sakakibara sorti sous le label LOVE×TRAX Office le 26 septembre 2012 au Japon. Judge of a Life a été utilisé comme thème musical pour le jeu Akatsuki no Goei Trinity sur PS3 et PSP.

## Liste des titres
| 1. | Judge of a Life                |  |
| 2. | Heart of Mind                  |  |
| 3. | Judge of a Life (Instrumental) |  |
| 4. | Heart of Mind (Instrumental)   |  |